# East London, England

Londons delregioner enligt The London Plan, 2011.

East London kallas den östra delen av London, norr om Themsen. 
En uppdelning av London där området öster om City of London och Towern setts som en del kan spåras åtminstone tillbaka till 1700-talet. Området har inte haft några exakta gränser och vad som ansetts höra till det har varierat med tiden. 

## The London Plan
Enligt Londons plan för regional planering, The London Plan, från år 2011, utgörs East London av stadsdelarna Barking och Dagenham, Bexley, Greenwich, Lewisham, Hackney, Havering, Newham, Redbridge, Tower Hamlets och Waltham Forest.